# NGC 5177
NGC 5177 је спирална галаксија у сазвежђу Девица која се налази на NGC листи објеката дубоког неба.
Деклинација објекта је + 11° 47' 48" а ректасцензија 13h 29m 24,2s. Привидна величина (магнитуда) објекта NGC 5177 износи 14,6 а фотографска магнитуда 15,5. NGC 5177 је још познат и под ознакама MCG 2-34-19, CGCG 72-91, PGC 47337.